# Siegen (França)
Siegen é uma comuna francesa na região administrativa de Grande Leste, no departamento Baixo Reno. Estende-se por uma área de 8,06 km². Em 2010 a comuna tinha 518 habitantes (densidade: 64,3 hab./km²).